# Bathysauropsis gracilis
Bathysauropsis gracilis ist ein Tiefseefisch aus der Ordnung der Eidechsenfischverwandten (Aulopiformes). Er lebt zirkumglobal auf den Böden der Weltmeere der südlichen Erdhalbkugel in Tiefen von 1055 bis 2835 Metern.

## Merkmale
Bathysauropsis gracilis wird 29 bis 32 Zentimeter lang. Er ist langgestreckt, Kopf und Rumpf sind von purpurner bis schwärzlich-brauner Farbe, die Flossen sind heller. Die kurze Rückenflosse sitzt in der vorderen Körperhälfte und wird von zehn bis elf Flossenstrahlen gestützt, die Afterflosse von elf Flossenstrahlen. Eine kleine Fettflosse ist vorhanden.